# Anthony Sweijs
Anthony Ahasuerus Hendrik Sweijs  (Amsterdam, 18 juli 1852 – Rotterdam, 30 september 1937) was een Nederlands sportschutter.
Hij nam deel aan de Olympische Zomerspelen in 1900 waar hij met het Nederlands team (dat verder bestond uit Henrik Sillem, Antoine Bouwens, Solko van den Bergh en Dirk Boest Gips) de bronzen medaille won op het onderdeel militair pistool.